# Station Hedemünden
Station Hedemünden (Bahnhof Hedemünden) is een spoorwegstation in de Duitse plaats Hedemünden, in de deelstaat Nedersaksen. Het station ligt aan de spoorlijn Halle - Hann. Münden. 

## Indeling
Het station heeft twee zijperrons, die niet zijn overkapt maar voorzien van abri's. Het tweede zijperron ligt tussen de sporen 1 en 2 en is alleen te bereiken via een overpad vanaf het hoofdperron (spoor 1). Doordat het tweede perron smal is kunnen hier geen voorwerpen zoals verlichting of bankjes op staan. Het perron is te bereiken vanaf de straat Bahnhofsweg, hier bevinden zich ook een parkeerterrein en een fietsenstalling. Tevens staat aan deze zijde het stationsgebouw van Hedemünden, maar het gebouw wordt als dusdanig niet meer gebruikt.

## Verbindingen
De volgende treinserie doet het station Hedemünden aan:
| Serie | Treinsoort            | Route                                                           | Bijzonderheden |
| ----- | --------------------- | --------------------------------------------------------------- | -------------- |
| R 8   | Regionalbahn (cantus) | Göttingen – Eichenberg – Hedemünden – Hann. Münden – Kassel Hbf |                |